# Marondera
Marondera (tot 1982 Marandellas) ligt 73 km ten zuiden van Harare aan de autoweg en de spoorweg naar Mutare in de provincie Mashonaland East in Zimbabwe. Marondera is provinciehoofdstad en is met zijn ligging op 1.640 meter boven zeeniveau de hoogstgelegen stad van Zimbabwe.
In 1890 werd hier een herberg gevestigd. De plaats die eromheen groeide, werd eerst Marandellas genoemd, naar de plaatselijke Barozwi-hoofdman die 100 jaar eerder had geleefd.
Hier ontspringt de grootste rivier van het land, de Save. De stad was een van de eerste die door blanken werd gesticht. De stad is omgeven door akkers met mais, tabak en wijngaarden, en enkele Kautsjoek-plantages (natuurlijke rubber) en is sterk door de landbouw beïnvloed.
Volgens de volkstelling van 2012 had Marondera 62.000 inwoners. Er is wat lichte industrie gevestigd, er zijn scholen voor basis- en voortgezet onderwijs, twee HBO-scholen en een ziekenhuis. In 2002 werd hier de Women’s University in Africa opgericht, met onder andere als doel het verhogen van het aandeel vrouwen onder wetenschappers. Mede-oprichter en eerste bestuursvoorzitter was Lydia Makhubu.
De stad heeft telefoon- elektriciteits- en watervoorziening, hoewel niet ononderbroken, al liggen er twee stuwmeren in de nabijheid.
De stad kent een Chinaklimaat, door de hoge ligging is het er nooit heel warm. De gemiddelde maximumtemperatuur overdag is het hoogst in oktober en november met 26°C. De koudste maanden zijn juni en juli met maxima van rond 19,5°C. De jaarlijkse neerslaghoeveelheid bedraagt gemiddeld 851 mm; van november t/m februari valt meer dan 100 mm per maand, in januari bijna 200 mm. In juni t/m september valt niet meer dan 3 tot 7 mm per maand.

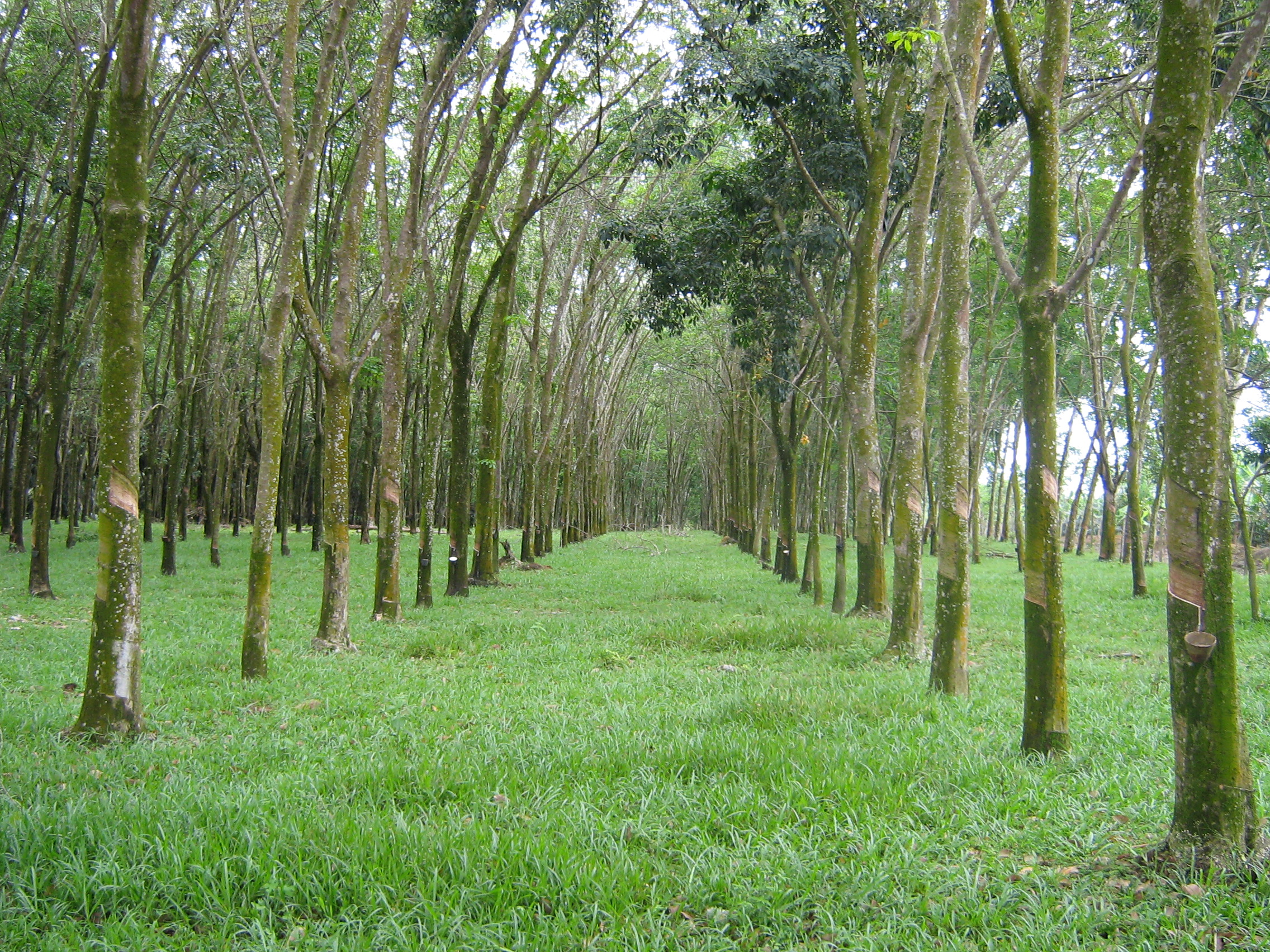
Natuurlijke rubberplantage
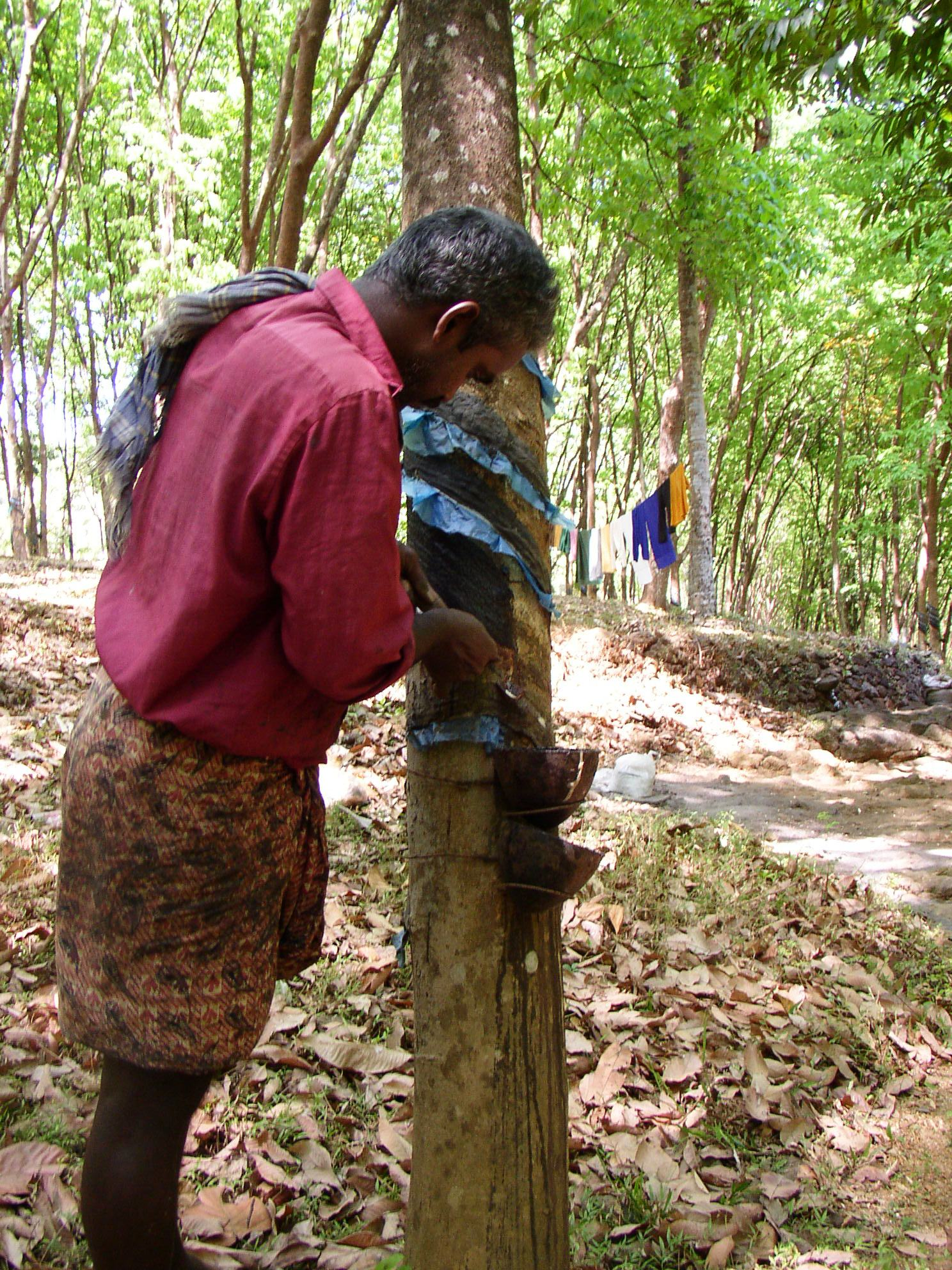
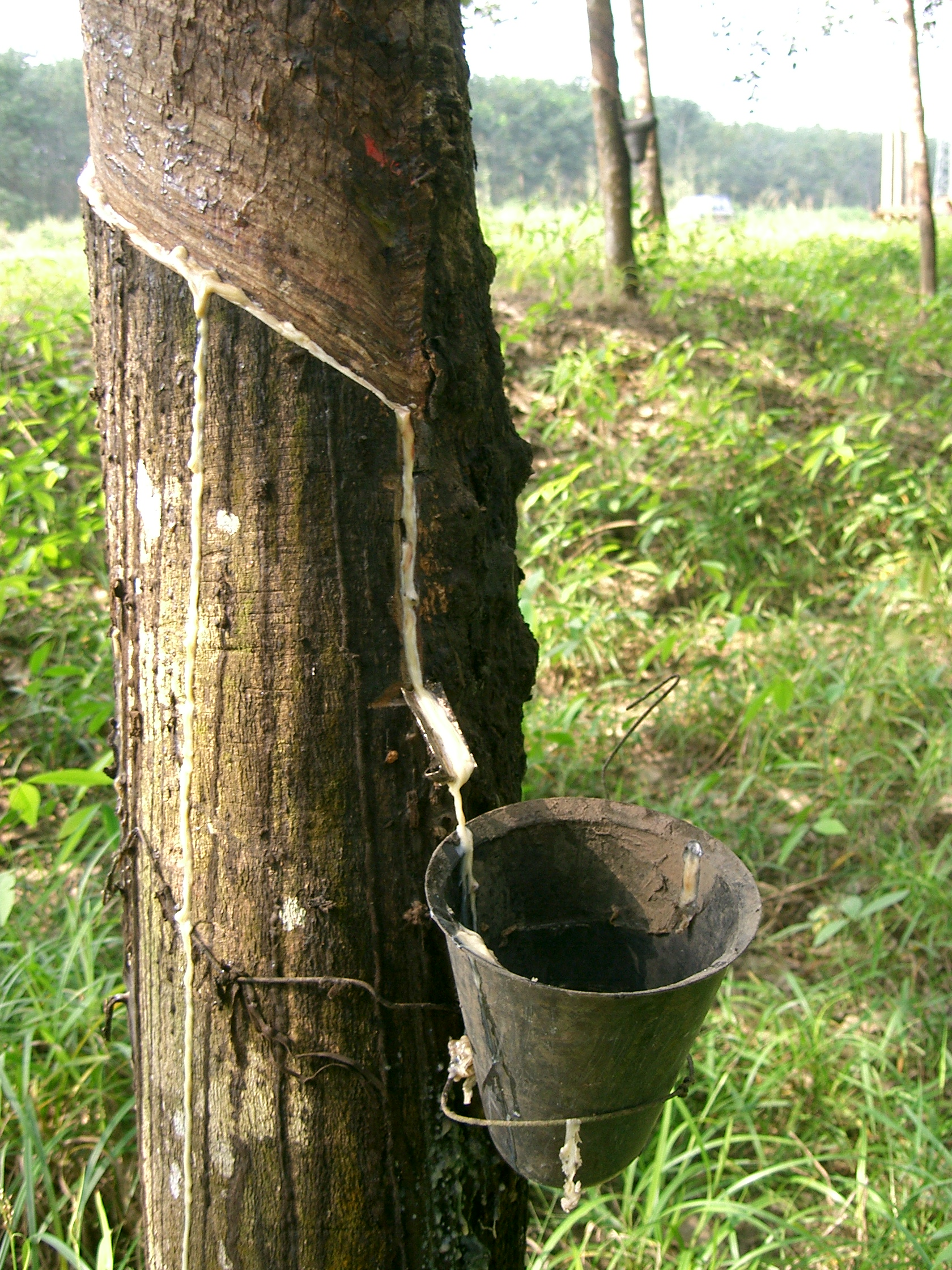